# Aaron Burr, Sr.

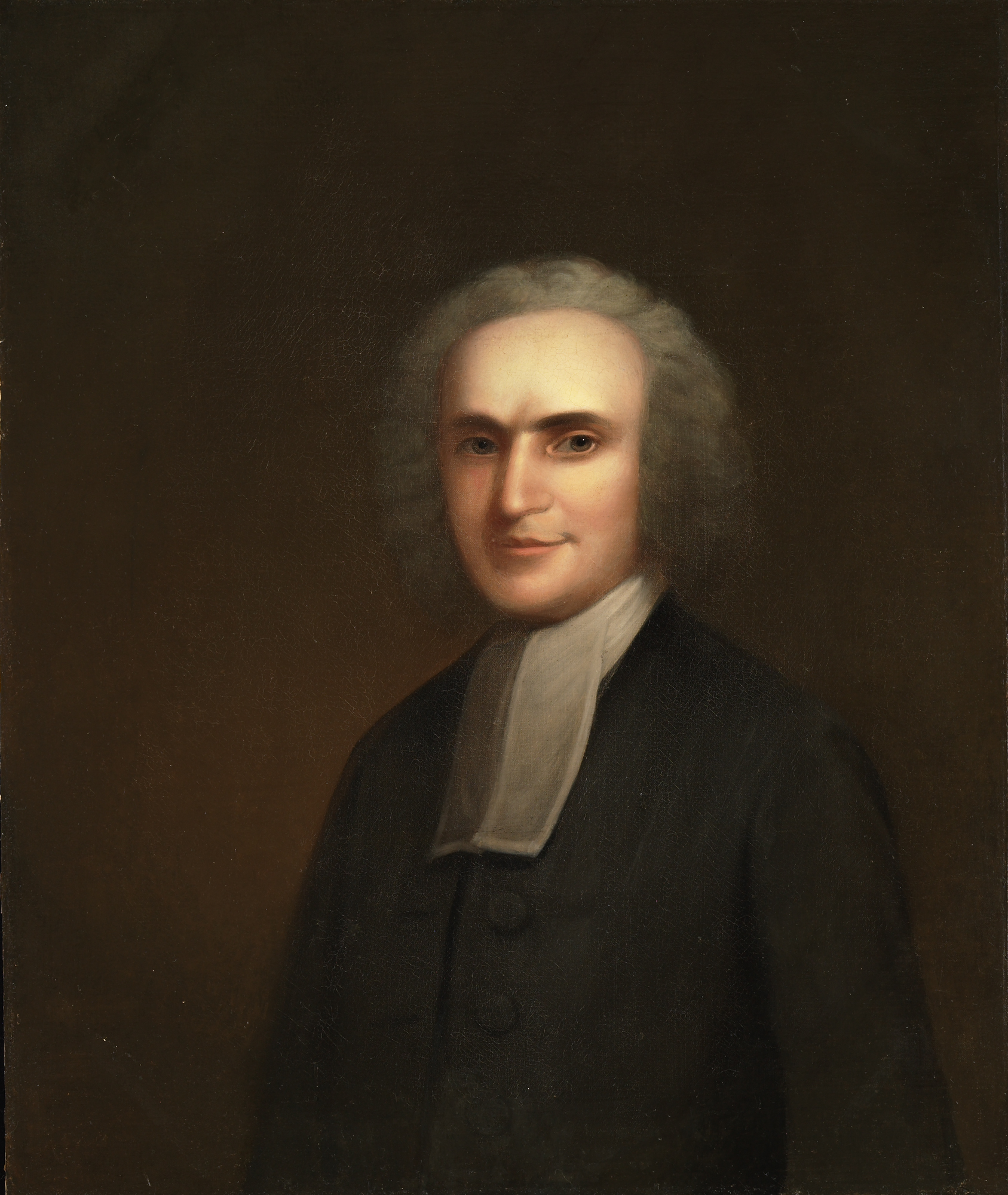
Aaron Burr, Sr.
Postumes Porträt von Edward Ludlow Mooney (1813–1887), Öl auf Leinwand, Princeton University.

Aaron Burr, Sr. (geboren am 4. Januar 1716 in Fairfield, Colony of Connecticut; gestorben am 24. September 1757 in Princeton, Province of New Jersey) war ein amerikanischer presbyterianischer Geistlicher. 1746 war er einer der Gründer des College of New Jersey, der heutigen Princeton University, und ab 1748 bis zu seinem Tod der Präsident dieser Hochschule. Er war der Vater von Aaron Burr, Jr. (1756–1836), des dritten Vizepräsidenten der Vereinigten Staaten.

## Leben
Burr studierte am Yale College (B.A. 1735) und bereitete sich im Anschluss in New Haven auf die Priesterlaufbahn vor. Im September 1736 wurde er als Pfarrer der presbyterianischen Kirche in Elizabethtown ordiniert und zwei Monate darauf von der Kirchengemeinde Newark in New Jersey zum Pfarrer berufen. Nach einer einjährigen Probezeit wurde er von den Presbyterium von East Jersey in seinem Amt bestätigt. Zu dieser Zeit geriet Burr unter den Einfluss des Great Awakening, das vielerorts in Amerika die Kirchengemeinden in Anhänger („New Lights“) und traditionalistische Skeptiker („Old Lights“) dieser Erweckungsbewegung spaltete. Burr nahm als Priester eine Mittlerstellung zwischen diesen beiden Positionen ein. Als akzeptabler Kandidat für beide Fraktionen der First Church in New Haven wurde er daher 1742 zum Copastor dieser für den neuenglischen Protestantismus besonders wichtigen, aber durch das Great Awakening tief gespaltenen Gemeinde berufen, nahm das Angebot aber nicht an.
1746 gehörte Burr neben weiteren „New Lights“ zu den Gründern des College of New Jersey in Elizabeth, in der der presbyterianische Priesternachwuchs im Geist der Erweckungsbewegung ausgebildet werden sollte, und war einer der acht ersten Kuratoren. Nach dem Tod des ersten Präsidenten des College, Jonathan Dickinson, unterrichtete er ab 1747 die bislang acht Studenten der Hochschule in seiner Pfarre in Newark, bis er ein Jahr darauf vom Kuratorium offiziell zum Präsidenten ernannt wurde. 1752 heiratete er Esther Edwards, die Tochter Jonathan Edwards’, des berühmtesten Predigers des Great Awakening. 1755 wurde er aus seiner Pfarrstelle entlassen, um sich ganz der Lehrtätigkeit widmen zu können. 1756 folgte er dem Umzug des College auf den noch heute bestehenden Campus in Princeton, verstarb aber ein Jahr darauf. Burr beschäftigte in der Nassau Hall, seinem letzten Haus, drei entlaufene Sklaven, die er erworben hatte.
Nach seinem Tod wurde sein Schwiegervater Jonathan Edwards Präsident des Colleges. Dieser verstarb jedoch 1758. Sein Nachfolger, Samuel Davies, übte das Amt des Präsidenten auch nur drei Jahre aus, bevor er verstarb.
Aus Burrs Ehe mit Esther Edwards gingen zwei Kinder hervor, Sally Burr (1755–1797; 1771 verheiratet mit Tapping Reeve) sowie Aaron Burr, Jr. (1756–1836), der 1801 Vizepräsident der USA werden sollte. Nach dem frühen Tod der Eltern wuchsen die beiden Waisen in der Obhut ihres Onkels Timothy Edwards auf.

## Werke
Zu Burrs Lebzeiten wurden vier seiner Predigten, ein theologisches Traktat sowie seine Lateingrammatik gedruckt:
- The American Grammar: or, a complete Introduction to the English and Latin Languages (1751)
- A Sermon Preached at the Ordination of the Rev. Mr. David Bostwick, at Jamaica, on Long-Island, Oct. 9, 1745. (1745)
- A Discourse delivered at New-Ark, in New-Jersey, Jan. i, 1755. Being a Day set apart for Solemn Fasting and Prayer, on Account of the late Encroachments of the French (1755)
- A Sermon Preached before the Synod of New-York, Convened at Newark, Sept. 30, 1756. (1756)
- The Supreme Deity of our Lord Jesus Christ maintained. In a Letter to the Dedicator of Mr. Emlyn's Inquiry into the Scripture-Account of Jesus Christ. (1757)
- A Servant of God dismissed from Labour to Rest. A Funeral Sermon, Preached at the Interment of his late Excellency Jonathan Belcher, Esq.; Governor of New-Jersey, who died at Elizabeth-Town, Aug. 31, 1757. (1757)